# Гросман, Густав-Фридрих-Вильгельм
Густав-Фридрих-Вильгельм Гросман (нем. Gustav Friedrich Wilhelm Großmann; 30 ноября 1746, Берлин — 20 мая 1796, Ганновер) — немецкий актёр, драматург, писатель

, режиссёр, либреттист

, театральный деятель.

## Биография
Родился в семье со скромным достатком. До 1767 года изучал право. Работал до 1772 года секретарём дипломатической миссии королевской Пруссии в Данциге.
В 1778 году стал директором придворного театра курфюрста архиепископа Кёльнского Максимилиана Фридриха Кенигсег-Ротенфельского в Бонне.
В 1784 году основал театральную труппу, с которой объездил ряд городов Германии и, наконец, остался в Ганновере.
Сторонник идей французской революции.
Его симпатии к идеям революции во Франции вызвали в 1795 г. против него судебный процесс, окончившийся осуждением его и тюремным заключением с запрещением выступать на сцене.
Из его пьес особенный успех имела написанная им на пари в 3 дня комедия «Die Feuersbrunst»; успехом также пользовалась его «Wilhelmine von Blondheim» (1775); «Adelheid von Veitheim» (1780) и «Henriette» (1777).
Написал либретто к опере «Schauspiel mit Gesang» Кристиана Готлоба Нефе (1780).